# Wallersdorf (Grebenau)
Wallersdorf ist ein Stadtteil von Grebenau im mittelhessischen Vogelsbergkreis.

## Geographie
Das Haufendorf Wallersdorf liegt am Fluss Jossa und ist mit 260 m ü. NN. (Hof Schmelz) die am tiefsten gelegene Gemeinde im Gründchen und seit dem 31. Dezember 1971 ein Stadtteil von Grebenau. Die Kreisstadt Lauterbach befindet sich etwa 17 km südwestlich, Alsfeld liegt 17 km westlich. Benachbarte Orte entlang der L3160 sind Grebenau, Sitz der Stadtverwaltung, 1,5 km in südwestlicher Richtung und Hatterode, Ortsteil von Breitenbach am Herzberg, 2 km in nordöstlicher Richtung. Wallersdorf liegt unmittelbar an der Grenze von Vogelsbergkreis und Landkreis Hersfeld-Rotenburg.
Die höchste Erhebung der Gemarkung ist der Ochsenkopf (420,6 m ü. NN) ca. 2 km nordwestlich des Ortskerns. Die Jossa verläuft im Ort auf etwa 248 m ü. NN.
Die natürlichen Voraussetzungen für eine landwirtschaftliche Bewirtschaftung sind eher ungünstig. Das Tal ist nach Osten zum Fuldatal geöffnet und daher den rauen Nordostwinden ausgesetzt. Die vorwiegend leichten Böden bringen zudem ohne zusätzliche Düngung keine verlässlich guten Erträge.

## Ortsgeschichte

### Mittelalter
Die Ersterwähnung aus dem Jahre 1200 nennt einen „Brun de Waldove..orf“. Weil die Urkunde tw. vermodert ist, gibt es eine Lücke im Text. Soweit erhalten berichtet der Text, dass ... und sein Sohn Brun von Wallersdorf zu Zeiten des Fuldaer Abts Heinrich III. von Kronberg vor Abt, Konvent und Ministerialen bewiesen haben, dass ihr Lehen in Wallersdorf (in iamdicta villa = das bereits genannte Dorf) gemäß Urkunde der Propstei ausdrücklich zur Bewirtung des Propstes sowohl bei der Ausfahrt nach Friesland und Westfalen wie bei der Rückkehr bestimmt ist, und dass kein Abt oder Vogt sie anderweitig beschweren darf. Hier wird auch die Siedlungsform villa für Wallersdorf angegeben. 
1263 heißt es in einem Kopiar: „.... alß nemblich Waldolwesdorff“, als Konrad von Schlitz sein Eigentumsrecht der in dieser Gemarkung gelegenen späteren Wüstung Cristilßhus an die Zisterzienserabtei Haina abtrat. Da das Kopiar erst 1702 angelegt wurde, erklärt sich die Bezeichnung als Wüstung. Die Aufgabe der im Norden der Gemarkung befindlichen Siedlung Christhausen, die noch 1478 genannt wurde: „... zu dem Christhuß in der Aue zwischen Hattenraide und Waldersdorf“ wird jedoch eher mit anderen Gründen als Überfällen von Raubrittern, Pestepidemien oder Hungersnot sehr spekulativ in Verbindung gebracht. Der Gemarkungsname Christleith gibt heute noch einen Hinweis auf den Ort.
Vom 3. März 1381 datiert eine Urkunde in Mittelhochdeutscher Sprache verfasst, von „... tzwei derffchin ... geheißin Waldirstorff und Bybena ...“ berichtet. Hier berichtet Friedrich von Lißberg dem Landgrafen Hermann II. von Hessen. vom Kauf der beiden Orte.
In Wallersdorf selbst behielten die Herren von Schlitz genannt von Görtz ihre Besitzungen bis ins 16. Jahrhundert. Herrschaftsansprüche und Ausdehnungsbestrebungen gab es durch die Johanniterritter in Waldkappel oder Greffenau (heute Grebenau) und den Territorialherren derer von Dörnberg.

### Neuzeit
Wallersdorf ging im Jahr 1526 als einer der letzten Orte im Altkreis Alsfeld von deren Herrschaftsbereich mit einem eigenen Gericht in den Besitz der Landgrafschaft Hessen über. Bieben, Hof Merlos und Wallersdorf wurden zusammen auch „hainische Dorf“ genannt (um 1630) und bildeten das Gericht Wallersdorf, was gleichberechtigt neben dem Gericht und Amt Grebenau bestand. Die Zusammenlegung der Gerichte begründete die Zusprache der Stadtrechte von Grebenau (10. Juli 1605). Als Grenzort an einem Seitenarm der alten Heerstraße durch die „Kurzen Hessen“ besaß Wallersdorf eine landgräfliche Zollstätte, zu der im 17. Jahrhundert ein beamteter Zeichengeber und ein beamteter Zöllner zu Wallersdorf und Bieben gehörten.
In der Erbfolge Philipps des Großmütigen kam auch das Gebiet des Altkreises Alsfeld zu Hessen-Marburg und wurde 1604 im Marburger Erbfolgestreit  der Landgrafschaft Hessen-Darmstadt zugesprochen. In dem Grenzgebiet kam es im Dreißigjährigen Krieg zu schweren Verwüstungen. 
1866 wurde Hessen-Kassel von Preußen annektiert, Hessen-Darmstadt blieb eigenständiger Staat: Die Grenzsteine in der Gemarkung weisen den damaligen Grenzverlauf heute noch aus. Markant ist der sogenannte Dreiherrenstein zur Schlitzer Gemarkung hin. 1833 wurde erstmals eine geometrische Vermessung der Gemeinde und Fluren durch den Geometer Günther fertiggestellt.
Im 19. Jahrhundert kam es in Wallersdorf wie in der gesamten Region zu deutlicher Auswanderung. Zwischen 1831 und 1856 werden 20 Auswanderungen mit Ziel Amerika verzeichnet (Ehepartner und Kinder nicht mitgezählt).
Die ehemals vorhandene Kirche musste im Jahr 1805 wegen Baufälligkeit abgerissen werden. Der Kirchgang erfolgte fortan nach Grebenau. Während der napoleonischen Kriege war eine Glocke im Hof Krug zwischengelagert und wurde mit Errichtung des Backhauses mit Glockenturm wieder ihrer Funktion zugeführt. Eine weitere kleinere Glocke fiel einem Diebstahl zum Opfer. In dem Gebäude war zudem eine öffentliche Waage untergebracht; es befindet sich im Ortskern gegenüber der Bushaltestelle und enthält immer noch die originale Glocke.
Weitere historisch interessante Gebäude sind das sogenannte Hirtenhaus (Armenhaus der Gemeinde), die Rasenmühle und die Schuchhardtsmühle.
Die Statistisch-topographisch-historische Beschreibung des Großherzogthums Hessen berichtet 1830 über Wallersdorf:

„Wallersdorf (L. Bez. Alsfeld) evangel. Filialdorf; liegt 3 1⁄4 St. von Alsfeld, hat 43 Häuser und 242 Einwohner, die außer 6 Juden evangelisch sind. Wallersdorf gehört unter die armen Orte des Bezirks.“

Hessische Gebietsreform 1971/72
Zum 31. Dezember 1971 fusionierten im Zuge der Gebietsreform in Hessen die bis dahin eigenständigen Gemeinden Eulersdorf, Reimenrod, Schwarz, Udenhausen und Wallersdorf in die Stadt Grebenau freiwillig zur erweiterten Stadt Grebenau. Am 1. August 1972 wurden kraft Landesgesetz die Gemeinden Bieben mit Merlos nach Grenau eingemeindet. Für alle eingegliederten Gemeinden und die Kernstadt wurde je ein Ortsbezirke nach der Hessischen Gemeindeordnung errichtet.

### Verwaltungsgeschichte im Überblick
Die folgende Liste zeigt die Staaten und Verwaltungseinheiten, denen Wallersdorf angehört(e):
- vor 1567: Heiliges Römisches Reich, Landgrafschaft Hessen, Amt Grebenau
- ab 1567: Heiliges Römisches Reich, Landgrafschaft Hessen-Marburg, Amt Grebenau[15]
- 1604–1648: Heiliges Römisches Reich, strittig zwischen Landgrafschaft Hessen-Darmstadt und Landgrafschaft Hessen-Kassel (Hessenkrieg)[16]
- ab 1604: Heiliges Römisches Reich, Landgrafschaft Hessen-Darmstadt, Amt Grebenau
- 1787: Heiliges Römisches Reich, Landgrafschaft Hessen-Darmstadt, Oberfürstentum Hessen, Amt Grebenau (Das Amt Grebenau umfasste die Orte Bieben, Eulersdorf, Grebenau, Reimenrod, Udenhausen und Wallershof sowie Merlos.)[17]
- ab 1806: Großherzogtum Hessen,[Anm. 2] Fürstentum Oberhessen, Oberamt Alsfeld, Amt Grebenau[18][19]
- ab 1812: Großherzogtum Hessen, Regierungsbezirk Gießen, Amt Alsfeld[20]
- ab 1815: Großherzogtum Hessen, Provinz Oberhessen, Amt Alsfeld[21]
- ab 1821: Großherzogtum Hessen, Provinz Oberhessen, Landratsbezirk Romrod[22][Anm. 3]
- ab 1829: Großherzogtum Hessen, Provinz Oberhessen, Landratsbezirk Alsfeld (Amtssitzverlegung)
- ab 1832: Großherzogtum Hessen, Provinz Oberhessen, Kreis Alsfeld
- ab 1848: Großherzogtum Hessen, Regierungsbezirk Alsfeld
- ab 1852: Großherzogtum Hessen, Provinz Oberhessen, Kreis Alsfeld
- ab 1867: Norddeutscher Bund, Großherzogtum Hessen, Provinz Oberhessen, Kreis Alsfeld
- ab 1871: Deutsches Reich, Großherzogtum Hessen, Provinz Oberhessen, Kreis Alsfeld
- ab 1918: Deutsches Reich, Volksstaat Hessen, Provinz Oberhessen, Kreis Alsfeld
- ab 1938: Deutsches Reich, Volksstaat Hessen, Landkreis Alsfeld[23][Anm. 4]
- ab 1945: Amerikanische Besatzungszone,[Anm. 5] Groß-Hessen, Regierungsbezirk Darmstadt, Landkreis Alsfeld
- ab 1946: Amerikanische Besatzungszone, Hessen, Regierungsbezirk Darmstadt, Kreis Alsfeld
- ab 1949: Bundesrepublik Deutschland, Hessen, Regierungsbezirk Darmstadt, Kreis Alsfeld
- ab 1972: Bundesrepublik Deutschland, Hessen, Regierungsbezirk Darmstadt, Vogelsbergkreis, Gemeinde Grebenau
- ab 1981: Bundesrepublik Deutschland, Hessen, Regierungsbezirk Gießen, Vogelsbergkreis, Gemeinde Grebenau

### Gerichtszugehörigkeit seit 1803
In der Landgrafschaft Hessen-Darmstadt wurde mit Ausführungsverordnung vom 9. Dezember 1803 das Gerichtswesen neu organisiert. Für das Fürstentum Oberhessen (ab 1815 Provinz Oberhessen) wurde das „Hofgericht Gießen“ eingerichtet. Es war für normale bürgerliche Streitsachen Gericht der zweiten Instanz, für standesherrliche Familienrechtssachen und Kriminalfälle die erste Instanz. Übergeordnet war das Oberappellationsgericht Darmstadt. Die Rechtsprechung der ersten Instanz wurde durch die Ämter bzw. Standesherren vorgenommen und somit für Wallersdorf durch das Amt Grebenau. Nach der Gründung des Großherzogtums Hessen 1806 wurden die Aufgaben der ersten Instanz 1821 im Rahmen der Trennung von Rechtsprechung und Verwaltung auf die neu geschaffenen Landgerichte übergingen. „Landgericht Alsfeld“ war daher von 1821 bis 1879 die Bezeichnung für das erstinstanzliche Gericht in Alsfeld, das heutige Amtsgericht, das für Wallersdorf zuständig war.
Anlässlich der Einführung des Gerichtsverfassungsgesetzes mit Wirkung vom 1. Oktober 1879, infolge derer die bisherigen großherzoglichen Landgerichte durch Amtsgerichte an gleicher Stelle ersetzt wurden, während die neu geschaffenen Landgerichte nun als Obergerichte fungierten, kam es zur Umbenennung in Amtsgericht Alsfeld und Zuteilung zum Bezirk des Landgerichts Gießen.

## Bevölkerung

### Einwohnerstruktur 2011
Nach den Erhebungen des Zensus 2011 lebten am Stichtag dem 9. Mai 2011 in Wallersdorf 270 Einwohner. Darunter waren keine Ausländer. Nach dem Lebensalter waren 39 Einwohner unter 18 Jahren, 117 zwischen 18 und 49, 51 zwischen 50 und 64 und 63 Einwohner waren älter. Die Einwohner lebten in 111 Haushalten. Davon waren 30 Singlehaushalte, 33 Paare ohne Kinder und 36 Paare mit Kindern, sowie 12 Alleinerziehende und keine Wohngemeinschaften. In 27 Haushalten lebten ausschließlich Senioren und in 63 Haushaltungen lebten keine Senioren.

### Einwohnerentwicklung
| • 1806: | 256 Einwohner, 42 Häuser           |
| • 1829: | 242 Einwohner, 43 Häuser           |
| • 1867: | 231 Einwohner, 38 bewohnte Gebäude |
| • 1875: | 137 Einwohner, 21 bewohnte Gebäude |

| Wallersdorf: Einwohnerzahlen von 1791 bis 2011 | Wallersdorf: Einwohnerzahlen von 1791 bis 2011 | Wallersdorf: Einwohnerzahlen von 1791 bis 2011 | Wallersdorf: Einwohnerzahlen von 1791 bis 2011 | Wallersdorf: Einwohnerzahlen von 1791 bis 2011 |
| --- | ---------------------------------------------- | ---------------------------------------------- | ---------------------------------------------- | ---------------------------------------------- |
| Jahr |                                                |                                                |                                                | Einwohner                                      |
| 1791 | 1791                                           |                                                | 210                                            | 210                                            |
| 1800 | 1800                                           |                                                | 217                                            | 217                                            |
| 1806 | 1806                                           |                                                | 256                                            | 256                                            |
| 1829 | 1829                                           |                                                | 242                                            | 242                                            |
| 1834 | 1834                                           |                                                | 266                                            | 266                                            |
| 1840 | 1840                                           |                                                | 277                                            | 277                                            |
| 1846 | 1846                                           |                                                | 264                                            | 264                                            |
| 1852 | 1852                                           |                                                | 265                                            | 265                                            |
| 1858 | 1858                                           |                                                | 244                                            | 244                                            |
| 1864 | 1864                                           |                                                | 238                                            | 238                                            |
| 1871 | 1871                                           |                                                | 232                                            | 232                                            |
| 1875 | 1875                                           |                                                | 224                                            | 224                                            |
| 1885 | 1885                                           |                                                | 216                                            | 216                                            |
| 1895 | 1895                                           |                                                | 229                                            | 229                                            |
| 1905 | 1905                                           |                                                | 194                                            | 194                                            |
| 1910 | 1910                                           |                                                | 183                                            | 183                                            |
| 1925 | 1925                                           |                                                | 208                                            | 208                                            |
| 1939 | 1939                                           |                                                | 194                                            | 194                                            |
| 1946 | 1946                                           |                                                | 294                                            | 294                                            |
| 1950 | 1950                                           |                                                | 307                                            | 307                                            |
| 1956 | 1956                                           |                                                | 271                                            | 271                                            |
| 1961 | 1961                                           |                                                | 252                                            | 252                                            |
| 1967 | 1967                                           |                                                | 277                                            | 277                                            |
| 1970 | 1970                                           |                                                | 268                                            | 268                                            |
| 1980 | 1980                                           |                                                | ?                                              | ?                                              |
| 1990 | 1990                                           |                                                | ?                                              | ?                                              |
| 2000 | 2000                                           |                                                | ?                                              | ?                                              |
| 2011 | 2011                                           |                                                | 270                                            | 270                                            |
| Datenquelle: Historisches Gemeindeverzeichnis für Hessen: Die Bevölkerung der Gemeinden 1834 bis 1967. Wiesbaden: Hessisches Statistisches Landesamt, 1968. Weitere Quellen: LAGIS; 1791; 1800; Zensus 2011 |                                                |                                                |                                                |                                                |

### Historische Religionszugehörigkeit
| • 1829: | 236 evangelische (= 95,52 %) und 6 jüdische (= 4,48 %) Einwohner  |
| • 1961: | 226 evangelische (= 89,68 %), 17 katholische (= 6,75 %) Einwohner |

## Politik
Dienstältester gewählter Bürgermeister in Wallersdorf war Heinrich Wettlaufer (Dienstzeit 1879–1919; Hessische Verdienstmedaille Phillips des Großmütigen).
Ortsbeirat
Für Wallersdorf besteht ein Ortsbezirk (Gebiete der ehemaligen Gemeinde Wallersdorf) mit Ortsbeirat und Ortsvorsteher nach der Hessischen Gemeindeordnung.
Der Ortsbeirat besteht aus sieben Mitgliedern. Bei den Kommunalwahlen in Hessen 2021 betrug die Wahlbeteiligung zum Ortsbeirat 81,84 %. Alle Mitglieder gehören der „Freien Wählergruppe Wallersdorf“ an. 
Der Ortsbeirat wählte Bernd Emmerich zum Ortsvorsteher.

## Wirtschaft
Arbeitgeber sind vornehmlich eine Schreinerei und ein Service-Unternehmen in einem ansonsten landwirtschaftlich geprägten Dorf mit Schwerpunkten in der Schweinezucht und im Erdbeeranbau.